# Гидоле
Гидоле — город на юге Эфиопии, центр специального района Дираше, в Области Народностей Южной Эфиопии. Высота центра Гидоле составляет от 2045 до 2650 метров над уровнем моря.
Название города происходит от названия народа, живущего на территории района, дираше.

## История
Согласно информации немецкого орнитолога Оскара Ноймана, город Гидоле был резиденцией дирашской королевы, пока эфиопы под руководством негуса Менелика II не захватили этот регион. Ко времени посещения города Нойманом в 1902 году, королева была всё ещё жива.
Во время итальянской оккупации Эфиопии, итальянцы открыли в Гидоле почтовое отделение 11 или 17 ноября 1937 года.
В 1950-е годы город стал столицей одной из провинций под названием Гему Гофа Теклай Гизат, которая позже вошла в состав региона Гамо-Гофа. В то же время в Гидоле распространился ислам, а также была построена мечеть. Караваны народа боран поставляли тогда на городской рынок соль.

## Демография
В городе проживают девять разных народов, говорящих на пяти языках.
Согласно информации Центрального статистического агентства, в 2005 году население города составило 14 799 человек, из которых 7107 мужчины и 7692 женщины. Согласно переписи населения 1994 года, в городе жило всего 8167 человек, из которых 3935 мужчины и 4232 женщины.